# Lijst van personages uit Ratchet & Clank
Hier volgt een lijst met de belangrijkste personages uit de serie Ratchet & Clank-spellen voor de PlayStation, ontwikkeld door Insomniac Games en High Impact Games.

## Hoofdpersonages

### Ratchet
Een Lombax van de planeet Veldin die in het begin van Ratchet & Clank een mecanicien was. Zijn leven verandert drastisch als hij de robot Clank ontmoet. Ratchet is behoorlijk koppig en in de latere spellen is er bij hem wat jaloezie voor Clanks intelligentie. Het lijkt alsof hij verliefd is op Sasha, uit Ratchet & Clank 3.
Stem van: Mikey Kelly (alleen in het eerste spel); James Arnold Taylor (in de andere spellen)

### Clank
Ratchets robotische maatje. Clank is ontsnapt uit de robotfabriek van Chairman Drek op planeet Quartu en hij stort neer op Veldin, waar hij bevriend raakt met Ratchet. Clank heeft een helipack, een jetpack en een hydropack. Soms kan hij ook veranderen in een reus, om met grotere vijanden te vechten.
Stem van: David Kaye

### Captain Qwark
Ziet zichzelf als de Held van het Heelal, maar hij is eigenlijk gewoon een kluns. In Ratchet & Clank werkt hij voor Drek, in Ratchet & Clank 2 was hij de belangrijkste schurk. Captain Qwark is het enige personage, naast Ratchet en Clank dat in alle spellen van Ratchet & Clank voorkomt. In twee spellen komt Qwark niet fysiek in voor:
- In Ratchet: Gladiator komt hij niet echt voor, maar aan het einde is zijn stem even te horen.
- In Ratchet & Clank: Quest for Booty is alleen zijn standbeeld te zien, deze bevindt zich onder water nabij het eiland Hoolefar.

### Doctor Nefarious
Dr. Nefarious is de meest voorkomende schurk in de Ratchet & Clank serie. Hij komt voor in Ratchet & Clank 3, Ratchet Gladiator, Ratchet & Clank: Size Matters, Secret Agent Clank, Ratchet & Clank: Quest For Booty, Ratchet & Clank: A Crack In Time, Ratchet & Clank: All 4 One en Ratchet & Clank (2016).
Dr. Nefarious is in Ratchet & Clank 3 een stereotiepe, gerobotiseerde, gestoorde wetenschapper die al het organische leven haat, ook al is hij er zelf ook ooit een geweest. Hij en Qwark hebben een lang verleden. Op de middelbare school kenden ze elkaar al, Qwark was toen, volgens Dr. Nefarious, drie keer zo groot en 26 jaar oud. Qwark zou hem toen al hebben gepest en voor paal hebben gezet. Dr. Nefarious heeft een Biobliterator gemaakt, dat is een superwapen dat al het organische leven verandert in robots. Aan het einde van het spel komt hij samen met zijn butler Lawrence vast te zitten op een komeet. Volgens Lawrence zou het nog 5 tot 10.000 jaar duren, voordat ze weer bij een bewoonde planeet zijn. Dr. Nefarious heeft een rare gewoonte: soms als hij erg boos is raakt zijn systeem overbeladen. Hij bevriest dan en er speelt een soapserie (Lance & Janice) in zijn hoofd. Lawrence vindt het geweldig als hij Dr. Nefarious weer wakker mag maken, want dat kan alleen door hem een harde klap te geven. In Ratchet: Gladiator komt hij nog kort voor, zijn komeet komt dan langs het DreadZone Station, wat enkele ogenblikken eerder was opgeblazen.
In Ratchet & Clank: Size Matters is hij even te zien in de Droomzone. Zij volgende verschijning in de serie volgt in Secret Agent Clank. Klunk heeft een kopie van zijn maker gemaakt zodat oude wapens zouden kunnen worden afgemaakt. Het is niet de echte Nefarious, hij wordt bestuurd door Klunk. In Ratchet & Clank Quest for Booty komt hij op het einde nog ook even voor.
Dr. Nefarious keerde terug in Ratchet & Clank Future: A Crack in Time als de antagonist. Hier wilde hij de grote klok, een enorme machine die de tijd bestuurt, in handen krijgen, om zijn nederlaag uit het verleden te wissen. Hij werd uiteindelijk weer verslagen door Ratchet en Clank. Nefarious sloeg tilt, maar zal opnieuw terugkeren in de game All 4 One.
In All 4 One wekt Nefarious enkele gevaarlijke wezens weer tot leven. Dit gaat mis en hij wordt zelf het slachtoffer van zijn eigen daad. Hij sluit zich aan bij Ratchet, Clank en Qwark om het universum te redden. Sommige mensen zien Dr. Nefarious als de hoofdrolspeler in All 4 One omdat Nefarious de eindbaas verslaat, Qwark redt, en diverse andere dingen doet die de groep verder helpt. Toch vraagt hij in het spel meerdere keren aan Ratchet of hij Qwark mag vermoorden:
Nefarious: Mag ik hem nu vermoorden?
Ratchet: Nee!
Nefarious: Ik kan ervoor zorgen dat het lijkt op een ongelukje!
Ratchet: Hoe dan?
Clank: Ratchet!
Ratchet: Oké, neen!
In Ratchet & Clank (2016) werken hij en voorzitter Drek samen om een nieuwe planeet te maken. In dit spel is hij echter niet als robot te zien, maar als organisch wezen.
Stem van: Armin Shimerman en Stem van: Jim Ward. In het Nederlands wordt Nefarious gedaan door Ruud Drupsteen.

## Secundaire personages

### Big Al
Een soms terugkomend personage. In Ratchet & Clank kwam hij alleen voor als de maker van het Heli-Pack van Ratchet op planeet Kerwan. In Ratchet & Clank 3 komt hij ook even voor, hij zit daar in de Q-Force. In Ratchet: Gladiator werd hij beschoten door Ace Hardlight en hij kreeg daar een robotarm en -oog. Hij heeft in Ratchet: Gladiator ook Ratchets robothulpjes en Ratchets pak gemaakt.
Stem van: Chris Hatfield

### Skidd McMarxx
Komt ook soms terug. In Ratchet & Clank moet Ratchet het tegen hem opnemen in een hoverboard-race en in Ratchet & Clank 3 zit Skidd in de Q-Force. Hij gaat daar mee op twee missies, tot Ratchets ergernis. Op één missie wordt hij veranderd in een robot, maar hij wordt uiteindelijk weer veranderd in de gewone Skidd.
Stem van: Neil Flynn

### Helga
Komt óók soms terug. Ze gaf een Swingshot aan Ratchet & Clank. Ze had hem gratis moeten geven, maar ze liet Ratchet een trainingsparcours afleggen en moeren betalen. In Ratchet & Clank 3 is ook zij lid van de Q-Force.
Stem van: Mona Marshall

### Darla Gratch
Komt ook soms terug. Zij is de verslaggeefster voor kanaal 2 (in het eerste spel) en kanaal 64 (in de andere spellen).

## Schurken

### Ratchet & Clank

#### Chairman Drek
Hij wil een nieuwe planeet maken van andere planeten, omdat zijn thuisplaneet onbewoonbaar is geworden. Zijn titel wordt steeds langer. In het begin heet hij Chairman Drek, later heet hij Executive Chairman Drek en nog weer later Supreme Executive Chairman Drek en uiteindelijk Ultimate Supreme Executive Chairman Drek.
Stem van: Kevin Michael Richardson

### Ratchet & Clank 2
De mysterieuze dief / Angela Cross
Zij wordt eerst verdacht van het maken van de protopet, maar ze heeft hem juist gestolen omdat ze wist dat het een slechte uitvinding was. Verderop in het spel helpt ze Ratchet met het zoeken er verslaan van Captain Qwark (vermomd als Abercrombie Fizzwidget) en de gemuteerde Protopet, hierdoor is ze eigenlijk geen schurk.
Stem van: Kath Soucie (Als Angela)

#### Thug Leader
Hij is de baas van Thugs-4-Less. Hij ontvoert Angela. Zijn naam is onbekend. Hij is een niet al te slimme man en hij doet alles, als hij er maar een redelijke prijs voor krijgt. Hij is omgekomen in het derde gevecht met Ratchet.
Stem van: Steven Jay Blum
Gemuteerde Protopet
Deze protopet is meer dan tien keer zo groot als zijn soortgenoten. Hij wordt per ongeluk zo groot en hij eet Captain Qwark meteen op.

### Ratchet & Clank 3

#### Lawrence
Lawrence is de robotbutler van Dr. Nefarious, hij haat Dr. Nefarious eigenlijk en hij beledigt hem ook vaak, maar wel subtiel. Zijn hobby is het spelen van basgitaar.
Stem van: Michael Bell

### Ratchet: Gladiator

#### Gleeman Vox
Hij kidnapt Ratchet, Clank en Al voor zijn realityprogramma DreadZone, waar helden moeten meedoen aan levensbedreigende uitdagingen. Vox is helemaal geobsedeerd door de kijkcijfers van DreadZone en de marketing van Ace Hardlight-producten. Hij wordt uiteindelijk verslagen na zijn duel met Ratchet. Hij blaast dan het DreadZone Station op, met Ratchet, Merc & Green (hulprobots van Ratchet) en zichzelf er nog op. Hij doet dat omdat hij denkt dat het zijn beste kijkcijfers ooit zou opleveren. Maar de laatste hovership komt net op tijd om Ratchet, Merc, Green en Slugha (Vox' huisdier) te redden. Vox wordt achtergelaten en het station wordt opgeblazen.
Stem van: Michael Bell

### Ratchet & Clank: Size Matters

#### Emperor Otto Destruct
Hij is de leider van de Technomites en maakt zijn volk wijs dat hij het zat is dat het universum gebruikmaakt van de technologieën van dit technologisch hoogstaande volk, maar nooit ook maar één bedankje hebben gehad. Maar wat hij wilde hebben was enkel macht. Zijn plan lijkt in het begin van de game al lange tijd in werking te zijn, hij zou namelijk jaren geleden technologie hebben geleverd aan Qwarks ouders die daardoor zijn omgekomen. Ook stuurt hij een valse mail naar Qwark met een valse stamboom waarin staat dat Otto Qwarks vader is. Hij heeft een machine gebouwd waarmee hij de intelligentie van het ene wezen naar het andere kan verplaatsen, en dat is zijn doel. Hij wil alle intelligente wezens in het zonnestelsel verzamelen en hun intelligentie overzetten naar hem.

#### Luna
Luna wordt geïntroduceerd als een meisje dat voor school een artikel maakt over helden. Ze vraagt aan Ratchet of ze wat foto's van hem mag nemen terwijl hij vecht tegen robots die rondslingeren op Pokitaru. Daar wordt ze ontvoerd en Ratchet & Clank gaan haar ontvoerders achterna. Als ze haar vinden blijkt Luna echter mee te werken aan het complot. Later blijkt ze een robot te zijn, gemaakt door de Technomites om Ratchet & Clank te lokken.

### Ratchet & Clank Future: Tools Of Destruction

#### Keizer Percival Tachyon
Tachyon is een Cragmite, de laatste die is overgebleven nadat de Lombaxen dit gevaarlijke ras uitroeide naar een andere dimensie. Tachyon werd gevonden als een ei en bleef bij de Lombaxen, totdat hij erachter kwam wat de Lombaxen zijn ras hadden aangedaan. Hij bedacht een plan om de Cragmites terug te halen. Daarvoor moesten echter eerst alle Lombaxen worden uitgeroeid. Daarvoor maakte hij een leger robots samen met de Lombaxen die hij iets had wijsgemaakt. Toen het leger klaar was roeide hij de Lombaxen ermee uit, daarop vluchtte zij naar een andere dimensie. De enige die achterbleven waren Ratchet en Kaden (Ratchets vader). Kaden werd vermoord door Tachyon, die daarna een jacht opzette om Ratchet te vinden. Later bleek ook dat Alister Azimuth achter is gebleven omdat hij door de Lombaxen was verbannen, hij gaf Tachyon namelijk toegang tot alle technologieën van de Lombaxen, die hun technologie stal om de Lombaxen ermee uit te roeien. Het schijnt zelfs dat alles van zijn leger is gebouwd met gestolen Lombax-technologie.